# فلاديمير باغيروف
فلاديمير باغيروف Vladimir Konstantinovich Bagirov (ولد في 16 أغسطس 1936 في باكو – ومات في 21 يوليو 2000 في فنلندا) كان لاعب شطرنج سوفييتي لاتفي، حمل لقب أستاذ كبير.
- حصل على لقب أستاذ دولي عام 1963.
- حصل على لقب أستاذ كبير عام 1978.
- وكان مدرباً ومؤلفاً لكتب الشطرنج.
- شارك في بطولات الاتحاد السوفييتي وحقق أفضل انتصاراته عندما حل رابعاً في أول بطولة له عام 1960.
- توج بطلاً للعالم للشيوخ عام 1998.
- مات بسكتة قلبية أثناء لعب مباراة في إحدى الدورات.

## وصلات خارجية
- فلاديمير باغيروف على موقع مباريات الشطرنج (الإنجليزية)
- فلاديمير باغيروف على موقع 365Chess.com (الإنجليزية)
- فلاديمير باغيروف على موقع Chesstempo.com (الإنجليزية)
- فلاديمير باغيروف سجل أولمبياد الشطرنج على موقع OlimpBase.org (الإنجليزية)